# Philippe Halsman

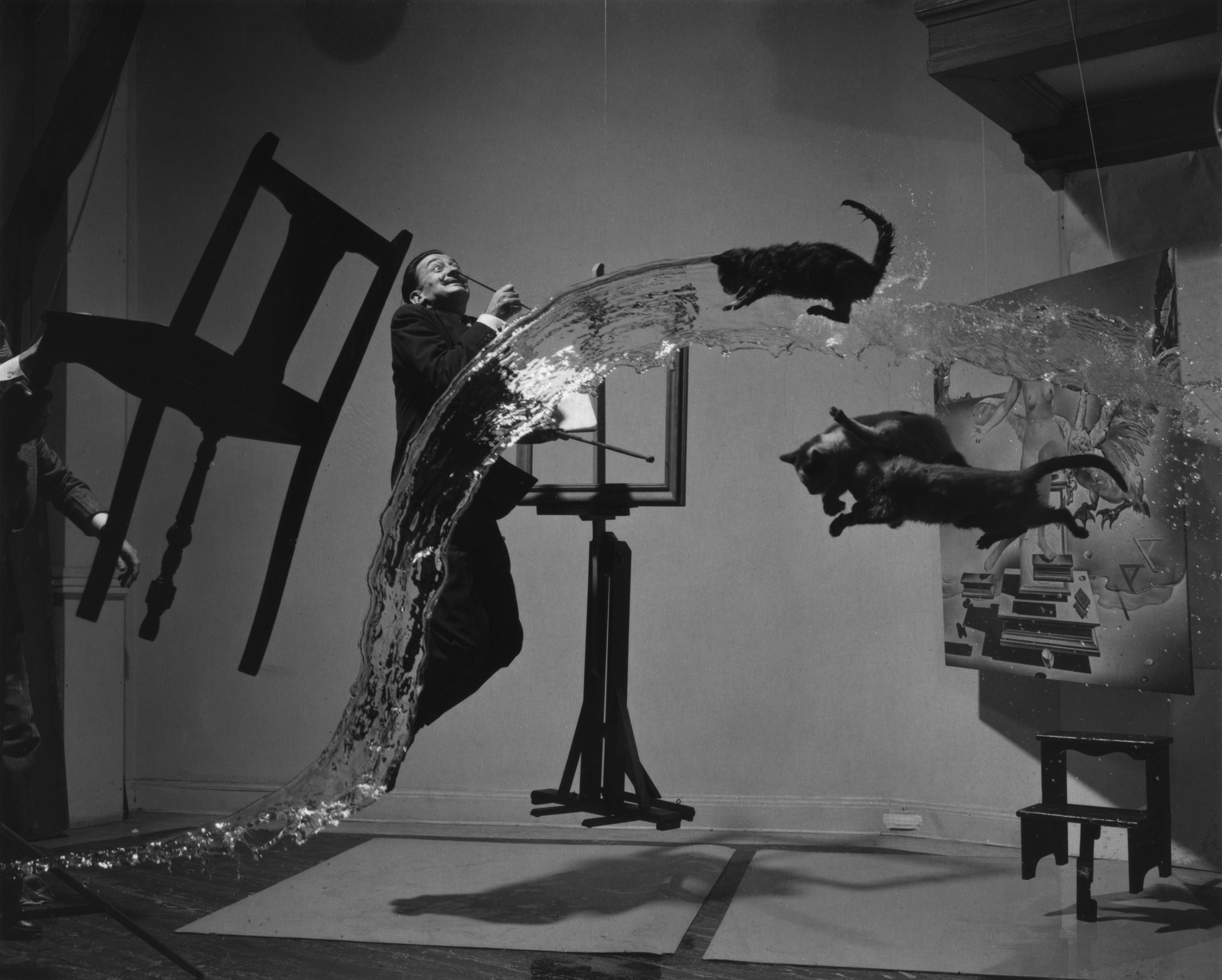
Dalí atómico, 1948.

Philippe Halsman (Riga, 2 de mayo de 1906-25 de junio de 1979) fue un fotógrafo letón estadounidense muy conocido por sus retratos de personajes célebres.

## Vida
Nació el 2 de mayo de 1906 en la ciudad letona de Riga, en el seno de una familia judía. Estudió ingeniería en Dresde. En 1928 fue acusado públicamente de parricidio; su padre que tenía por nombre Morduch cayó y murió durante una excursión campestre en los alpes austríacos, sin embargo, la gente de los alrededores no dudó en acusarlo de haber cometido asesinato, influidas por su origen judío y del antisemitismo existente y a falta de otras pruebas. Sería llevado a juicio y condenado a cuatro años de cárcel y de no ser por la presión de un destacado grupo de intelectuales, entre los que se encontraban Sigmund Freud, Thomas Mann y Albert Einstein, hubiera pasado entre rejas más tiempo de los dos años que estuvo. Después se instaló en París donde trabajó como fotógrafo de moda independiente y colaboró en la revista Vogue. En 1940, comenzada la Segunda Guerra Mundial y ante la inminente llegada del ejército alemán marchó a los Estados Unidos con ayuda de Albert Einstein, donde alcanzaría fama mundial, llegando a realizar más de cien portadas para la revista Life. En 1947 obtuvo la nacionalidad estadounidense.

## Técnica y estilo
Si por algo se caracterizó Halsman fue por su ingenio, materializado sobre todo a través de la técnica del jumping style o jumpology, a la que él dio origen. Se trataba de retratar a la persona saltando, para así conseguir una imagen de ésta mucho más real, más verdadera, sin artificio ninguno, sin que el cerebro pudiera controlar la expresión del rostro. «En un salto, la máscara se cae. La persona real se hace visible», explicaba Halsman. El resultado era una imagen de la persona bien distinta a como solía aparecer, y por ello con gran atractivo para el público, estas «imágenes de saltos» se publicaron en 1949 alcanzando gran éxito. No todo eran saltos, pero siempre sus fotografías mostraban situaciones divertidas, y algunas, algo provocadoras.

## Obra
Por su cámara pasaron desde pensadores, como Albert Einstein, hasta políticos, como Richard Nixon, pasando por artistas de la talla de Marlon Brando, Audrey Hepburn, Alfred Hitchcock, Frank Sinatra o Cary Grant y su adorado amigo Salvador Dalí, con el que trabajó conjuntamente durante muchos años en composiciones de carácter fantástico y surrealista. Las fotografías que hiciera en 1952 a Marilyn Monroe en una pose en la que aparecía «acorralada en un rincón» alcanzaron gran difusión.
Además de su serie de saltos, entre sus trabajos más originales se encuentra una entrevista fotográfica al cómico francés Fernandel. Puesto que Halsman no hablaba francés y tampoco Fernandel inglés, a Halsman se le ocurrió que el cómico respondiera a una batería de preguntas sobre Estados Unidos por medio de la expresión facial. El resultado del experimento fue un libro desenfadado titulado The Frenchman.